# 크리스티안 케른
크리스티안 케른(독일어: Christian Kern, 1966년 1월 4일~)은 오스트리아의 정치인·기업인으로, 2016년부터 2017년까지 오스트리아의 연방총리를 지냈다. 총리에 오르기 전에는 오스트리아 연방 철도 최고경영자를 지냈다. 2016년 대선에서 자유당 소속인 노르베르트 호퍼 후보가 돌풍을 일으킨 데 책임을 지고 베르너 파이만이 총리직에서 물러나자 그 후임으로 임명됐다. 2017년 총선이 끝난 후 연정 상대자였던 국민당이 사민당이 아닌 자유당과 내각을 수립하자 총리직에서 물러났다.